# Robbanás

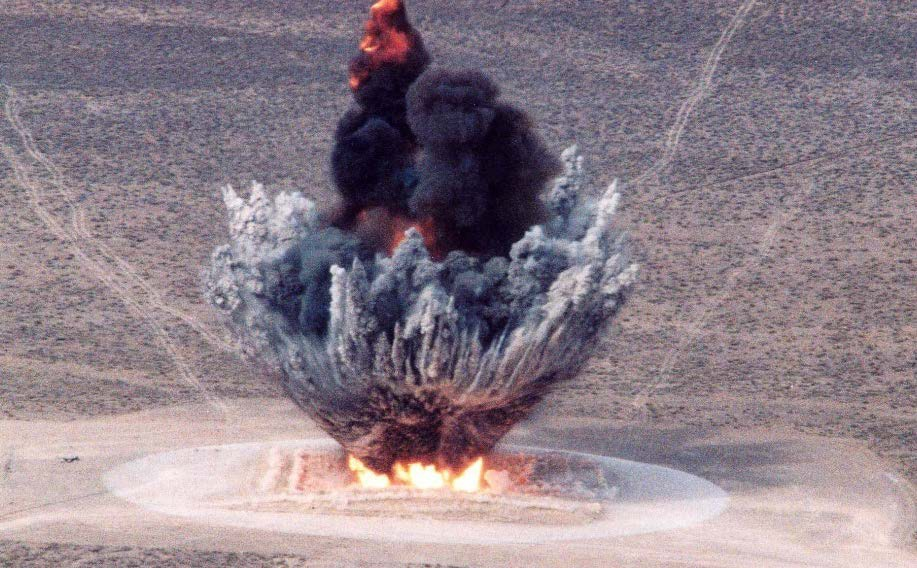
16 tonna robbanóanyag felrobbantása

A robbanás a térfogat gyors bővülése, amely rendkívül erőteljes kifelé irányuló energia-felszabadulással jár, általában magas hőmérsékletek előállításával és nagynyomású gázok felszabadulásával. A nagy robbanóanyagok által létrehozott szuperszonikus robbanások robbantásokként ismertek és lökéshullámokon keresztül haladnak. A szubszonikus robbanásokat alacsony robbanóanyagok hozzák létre lassabb égési folyamat során, amelyet deflagrációnak neveznek.
Megkülönböztethető kémiai vagy fizikai robbanás.

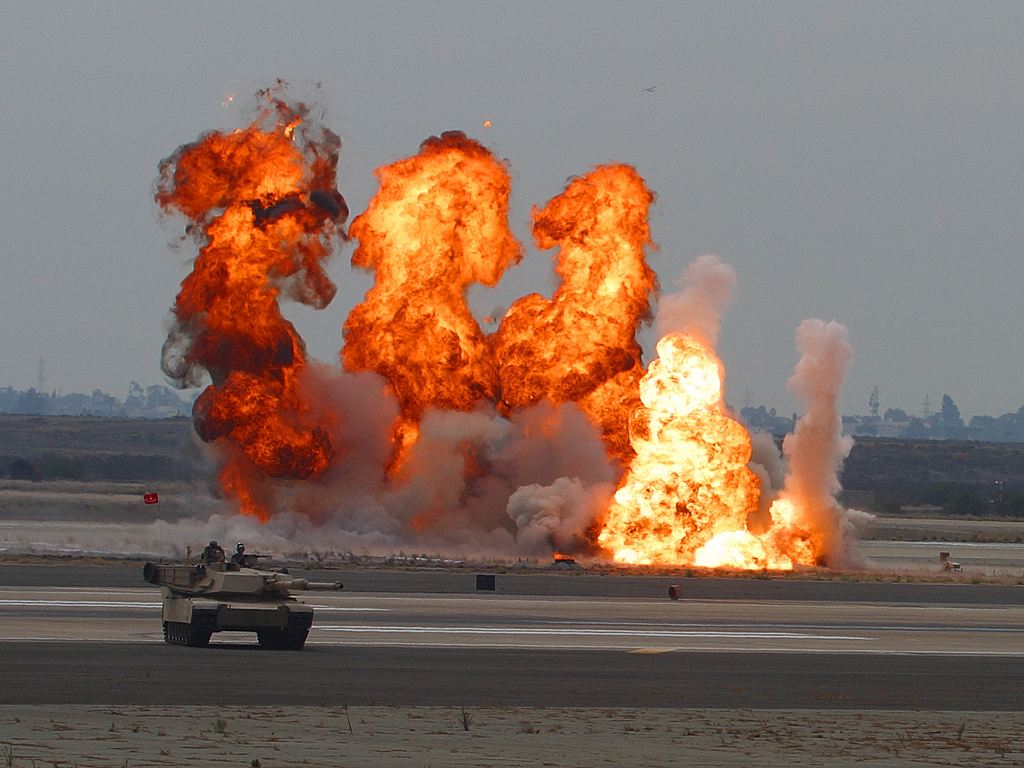
Pirotechnikai robbanás egy légi bemutatón

A természetben a robbanások az energia nagy beáramlása miatt fordulnak elő. Robbanásveszélyes vulkánkitörések akkor fordulnak elő, amikor az alulról emelkedő magmában sok oldott gáz van benne; a magma emelkedésével járó nyomáscsökkenés következtében a gáz kibuggyan az oldatból, ami a térfogat gyors növekedését eredményezi. Robbanások bekövetkeznek ütközési események és a hidrotermikus robbanások következtében is (szintén vulkanikus folyamatok miatt). Robbanások a Földön kívül is előfordulhatnak az univerzumban olyan események, mint a szupernóvák következtében. Az eukaliptusz erdőkben a bozóttüzek során gyakran fordulnak elő robbanások, ahol a fák tetején lévő illékony olajok hirtelen megégnek.
A világegyetem legnagyobb ismert robbanásai közé tartoznak a szupernóvák, amelyek bizonyos típusú csillagok életének vége után következnek be.
A leggyakoribb mesterséges robbanóanyagok a vegyi robbanóanyagok, amelyek általában gyors és heves oxidációs reakcióval járnak, amely nagy mennyiségű forró gázt termel. A lőpor volt az első, amelyet kitaláltak és használatba vettek. A vegyi robbanótechnika további jelentős korai fejleményei voltak a nitrocellulóz kifejlesztése, amelyet Frederick Augustus Abel fejlesztett ki 1865-ben, illetve a dinamit feltalálása, amelyet Alfred Nobel hajtott végre 1866-ban. A kémiai robbanásokat az elektromos szikra vagy láng hozza létre, oxigén jelenlétében. Véletlen robbanás fordulhat elő üzemanyagtartályokban, rakétamotorokban stb. Kiemelkedően nagy erejű robbanást produkálnak a nukleáris fegyverek, mint az atombomba vagy a hidrogénbomba.
A nagy mennyiségű hőtermelés a legtöbb robbanásveszélyes kémiai reakciót kíséri.